# قطعنامه ۵۰۳ شورای امنیت
قطعنامه ۵۰۳ شورای امنیت سازمان ملل متحد که در تاریخ ۰۹ آوریل ۱۹۸۲ تصویب شد، سندی بین‌المللی دربارهٔ آفریقای جنوبی است. این قطعنامه طی نشست ۲۳۵۱ام با ۱۵ موافق، ۰ مخالف و ۰ ممتنع تصویب شد.